# Chó sục Ireland
Chó sục Ireland (tiếng Ai-len: Brocaire Rua) là giống chó có nguồn gốc từ Ireland, một trong nhiều giống chó sục. Chó sục Ireland được coi là một trong những giống chó sục lâu đời nhất. Chương trình chó Dublin năm 1873 là chương trình đầu tiên cung cấp một phân loại cho chủng loài này. Vào những năm 1880, Chó sục Ireland là giống phổ biến thứ tư ở Ireland và Anh.
Chó sục Ireland là một giống chó có kích thước nhỏ gọn và năng động, phù hợp cho cuộc sống ở cả môi trường nông thôn lẫn thành phố. Bộ lông màu đỏ xù xì của nó bảo vệ nó khỏi mọi loại thời tiết.

## Kích thước
Hầu hết các quốc gia đều có mô tả giống chó nói rằng loài Chó sục Ireland không có số đo chiều cao quá 48 cm tính tình các bả vai. Tuy nhiên, cũng không khó để bắt gặp một cái thể chó cái có chiều cao 50 cm hoặc các con chó thậm chí cao đến 53 cm (20 in). Các thế hệ chó trẻ hơn trở nên gần hơn với cấu trúc lý tưởng, nhưng có một nhược điểm đối với điều này: khi một con Chó sục Ireland rất nhỏ và có xương nhẹ, nó sẽ mất đi sự phân loại giống tốt.
Rất hiếm khi một người nhìn thấy Chó săn Ireland chỉ nặng từ 11 đến 12 kg (25 đến 27 lb), như mô tả về giống chó có nguồn gốc từ Câu lạc bộ Chăm sóc Chó. Trọng lượng trung bình, thông thường là khoảng 15 kg cho một con chó đực và 13 kg cho một con chó cái thuộc giống chó sục Ireland.

## Triển lãm ảnh

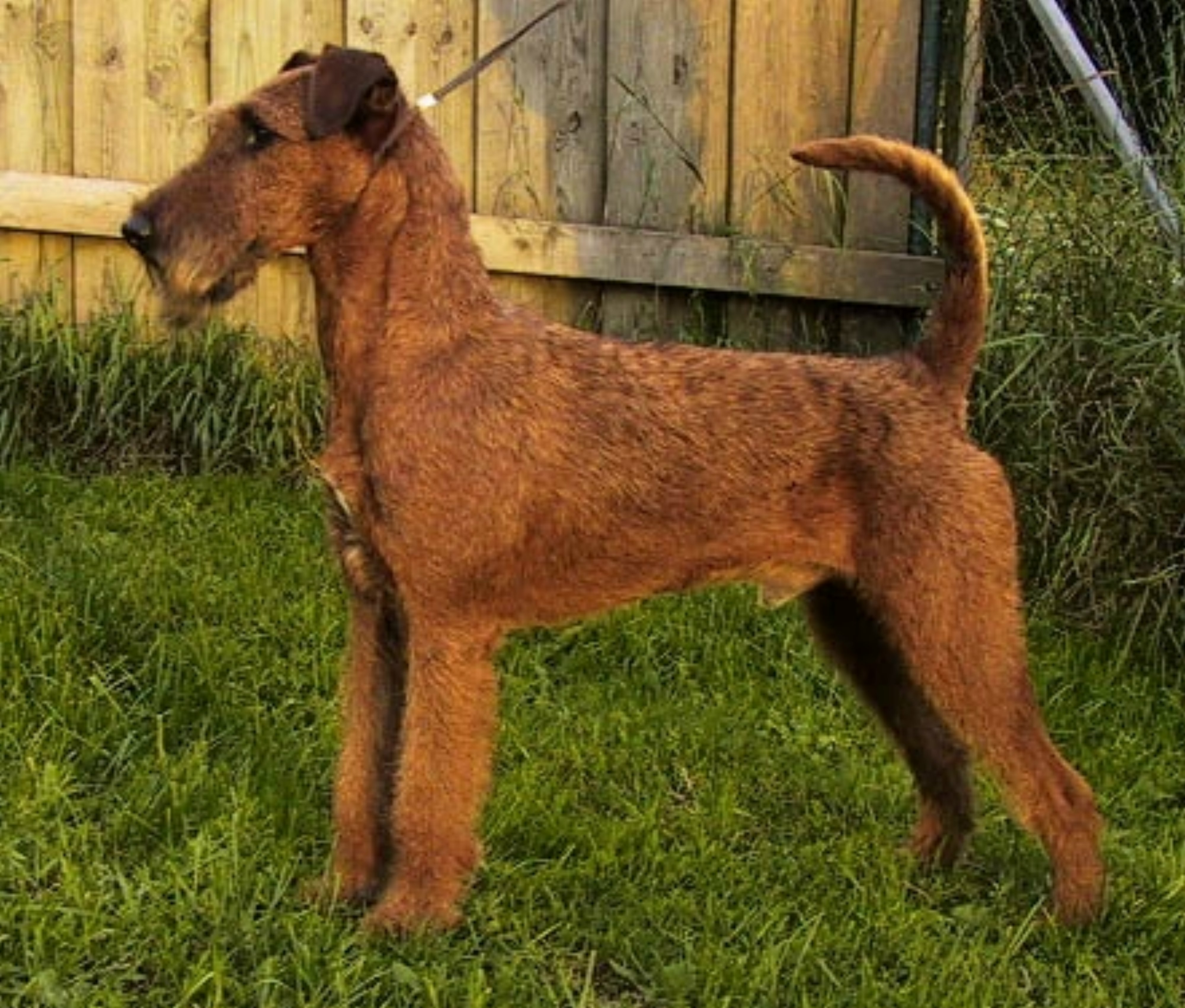
Chó sục Ireland
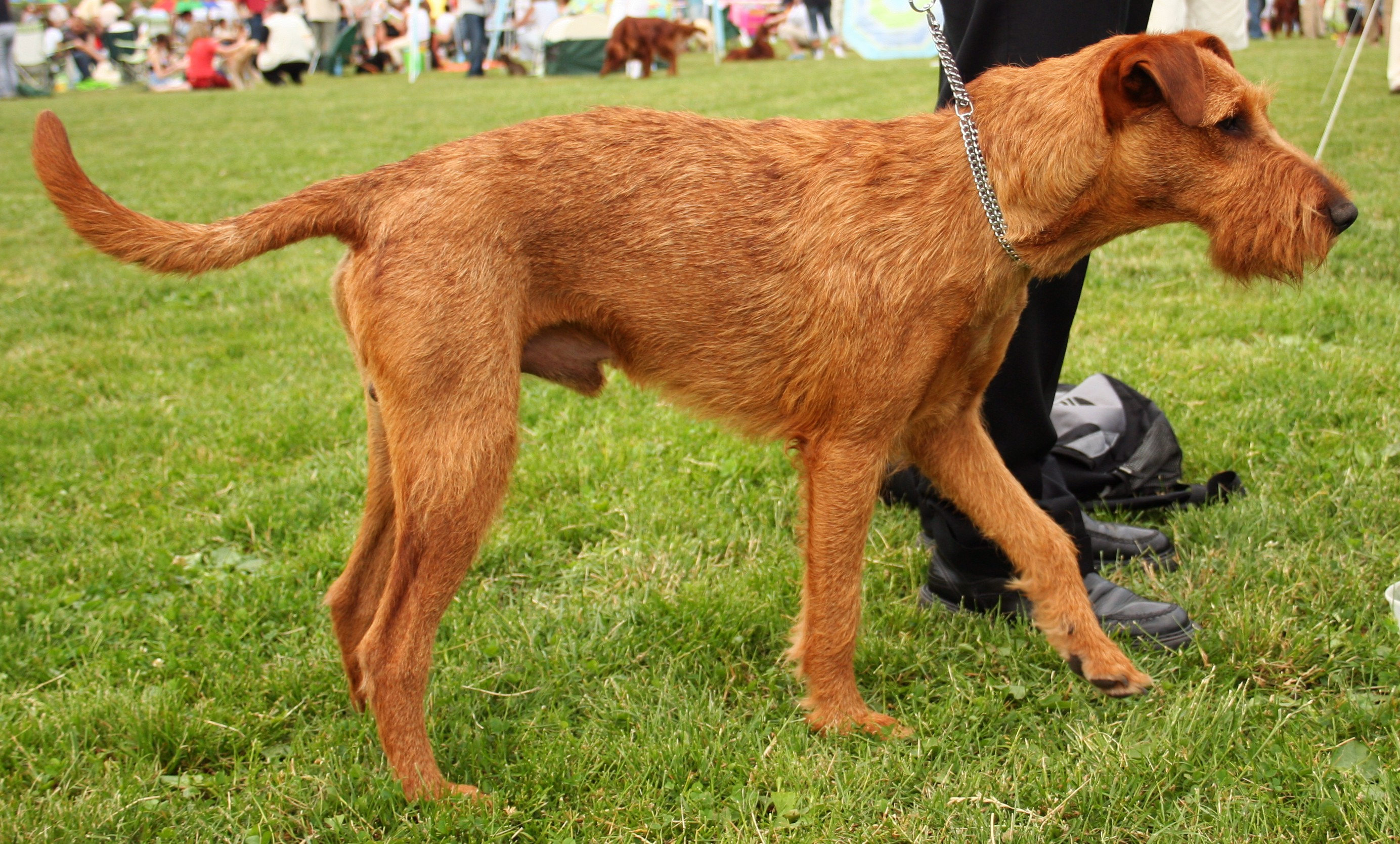
Chó sục Ireland
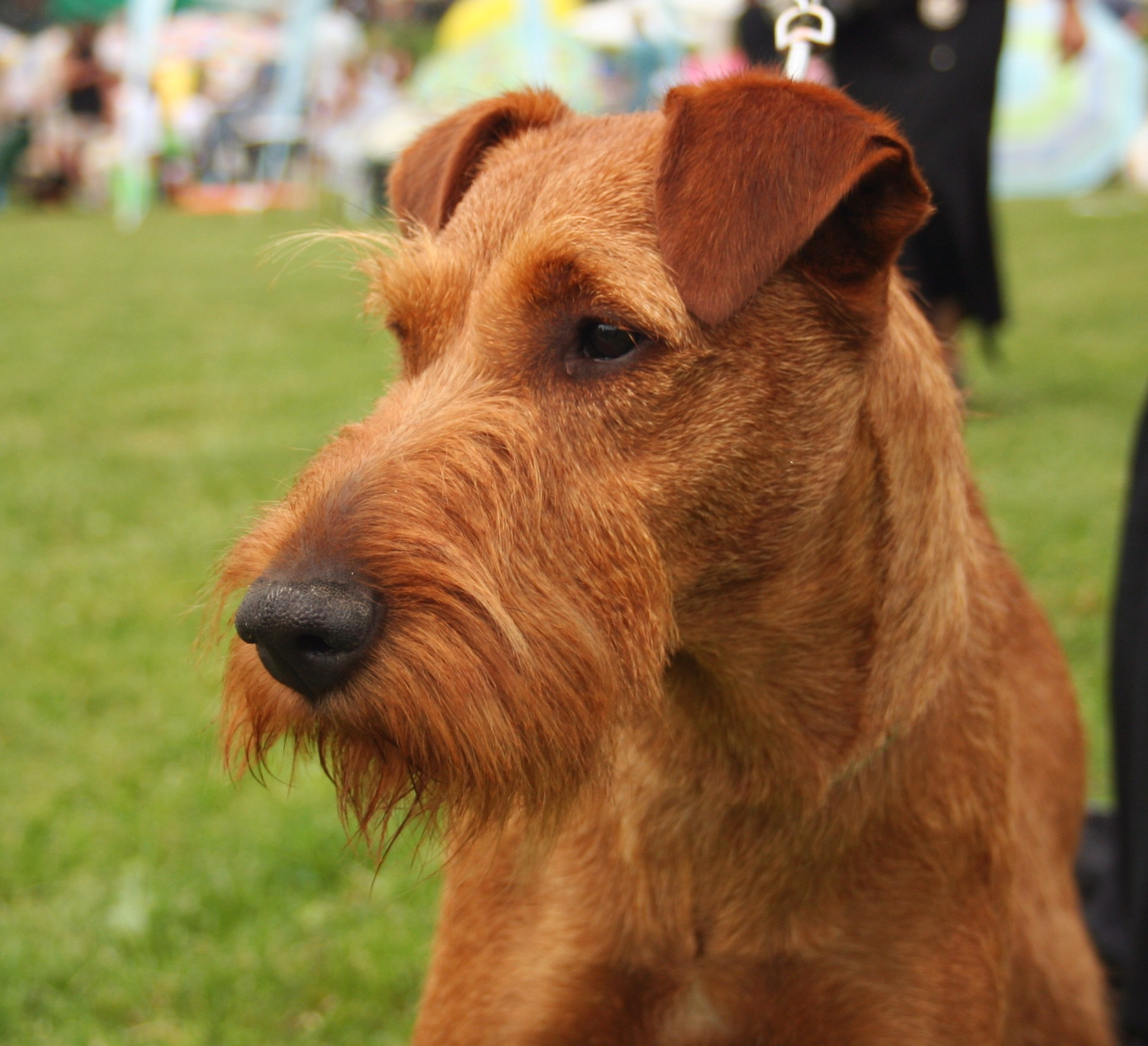
Chó sục Ireland
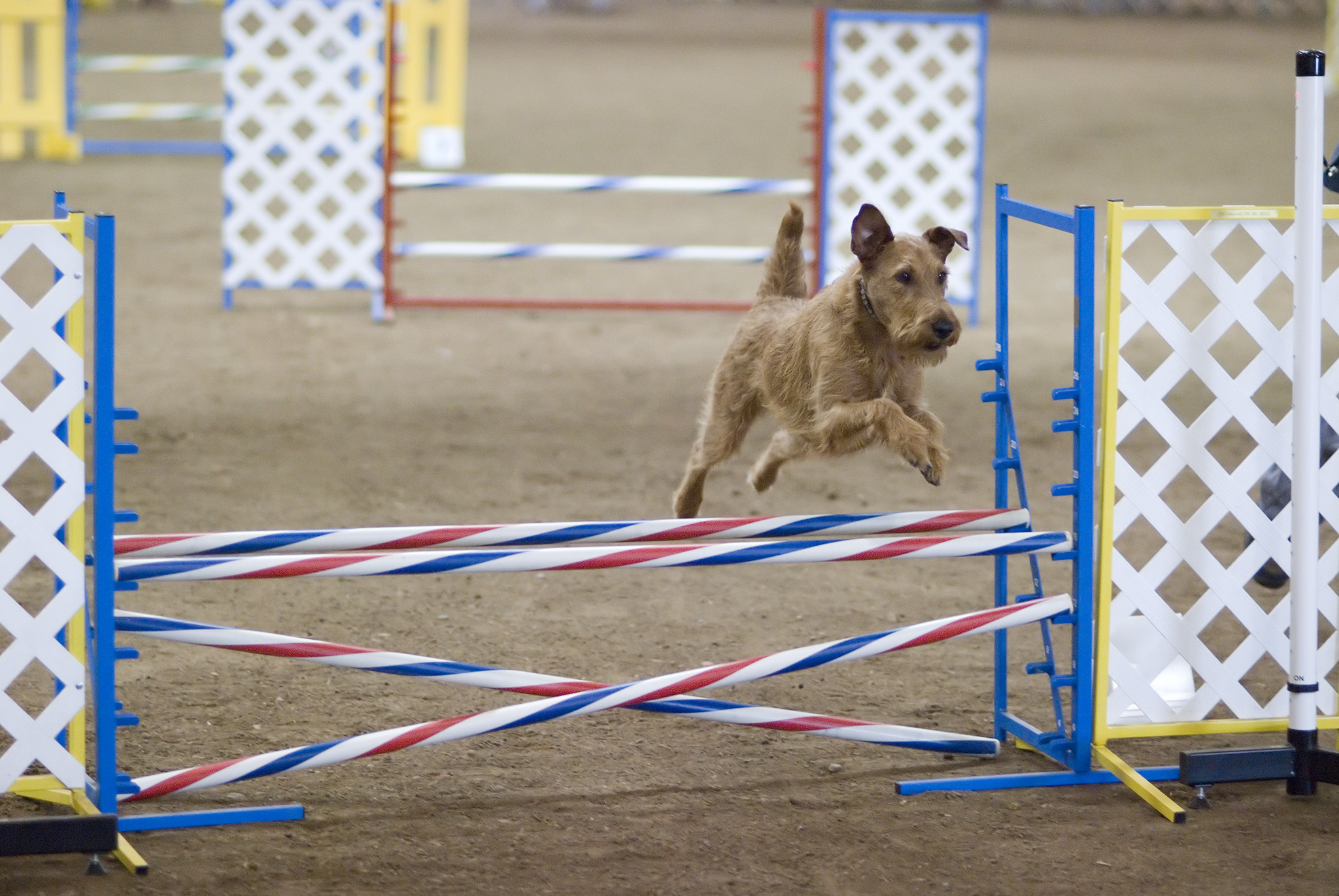
Trong một bước nhảy khéo léo
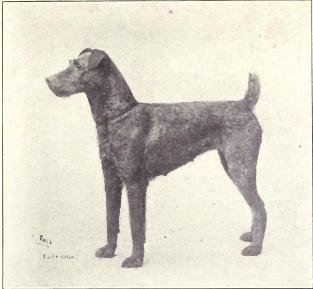
Chó sục Ireland khoảng năm 1915
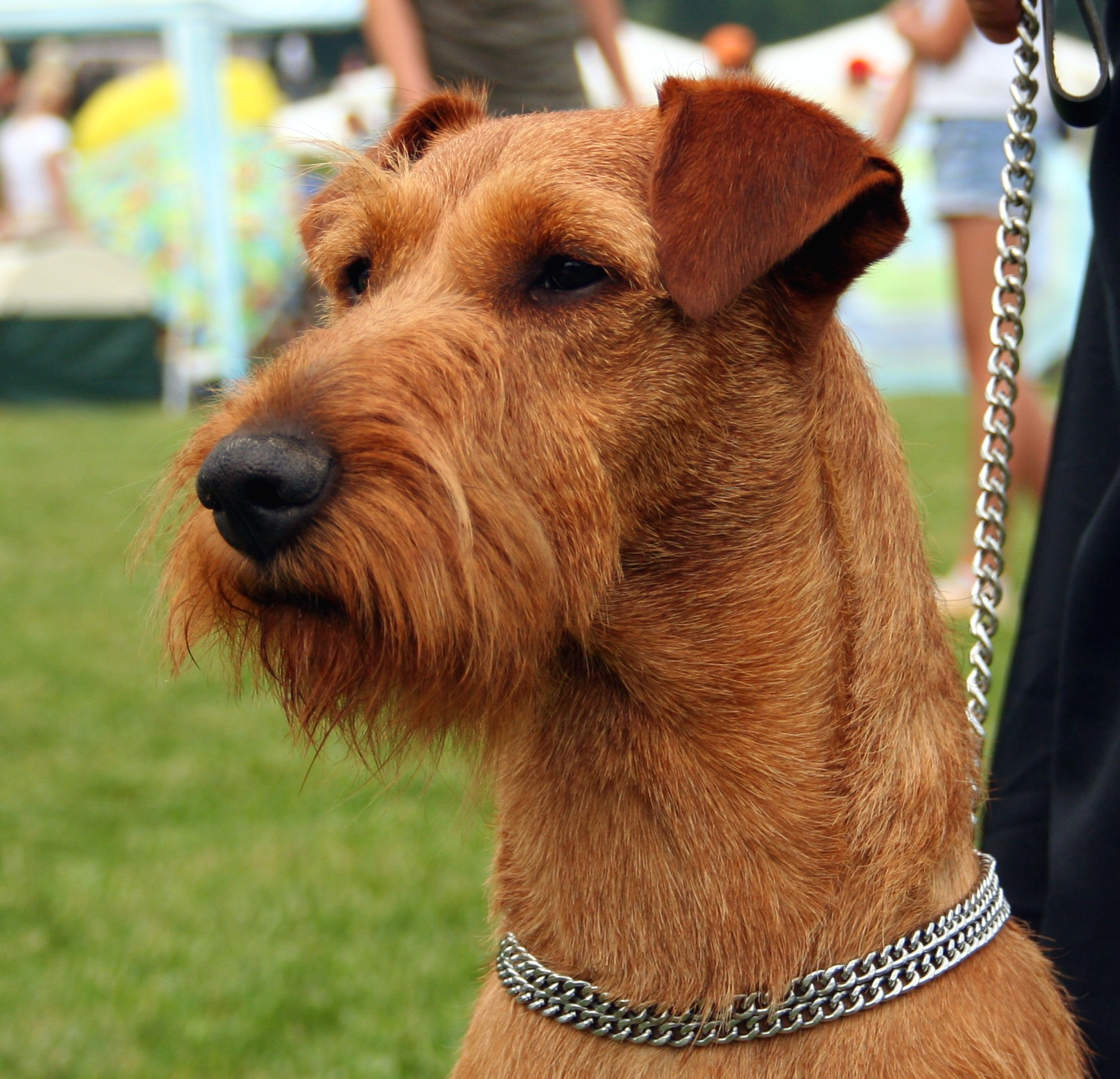
Chó sục Ireland
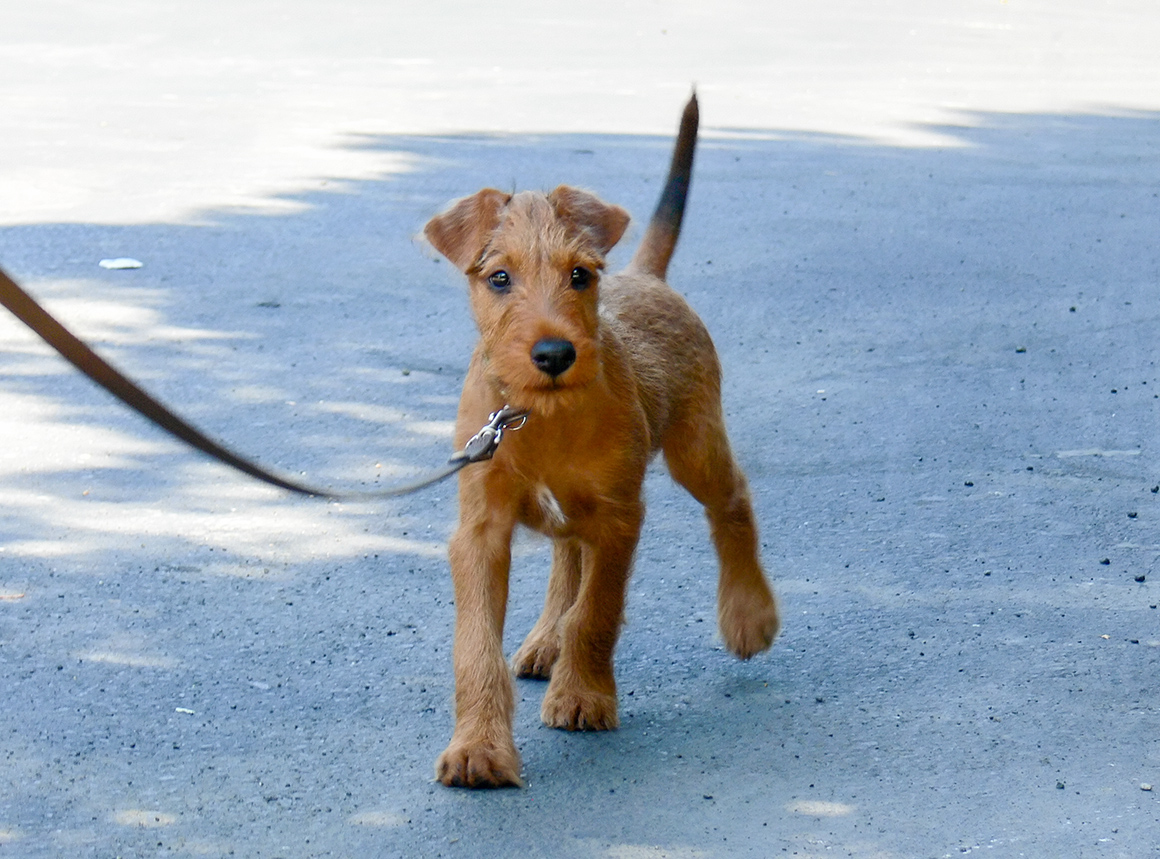
Chó sục Ireland trẻ